# Академија
Академија (грч. Ἀκαδημία) установа је високог образовања, истраживања или почасног чланства.
Назив је настао од Платонове филозофске школе „Академије“, која је основана на два километра северозападно од атинског Акрополиса око 387. п. н. е. То место је представљало светилиште грчке богиње мудрости, Атине.

## Порекло

### Платонова Академија
О Платоновој Академији је веома мало познато. Сигурно је то да је Платон са Академијом хтео да оснује једно образовање, које је филозофско, али исто тако пажњу посвећује питањима и проблемима који данас спадају у делокруг природних наука и посебно математике. Оснивање Академије је Платонов одговор на негативно искуство са атинском политиком. Платон није постао политичар, него је изабрао један други пут којим би лакше утицао на друштво, путем одгајања и образовања омладине. Није мали број његових ученика касније постало политички активно.
На простору тог великог парка налазила се једна Гимназија, једна врста ондашње спортске школе у којој су се младићи атинског горњег сталежа састајали, заједно тренирали и организовали разна такмичења. У тој Гимназији су се одржавала предавања и то у три основна смера: Граматика, Спорт и Музика. Сократ је редовно посећивао Гимназију и није случајно то што у скоро свим Платоновим дијалозима Сократ дискутује са младима и да се баш то одиграва у једној гимназији. Након његовог првог путовања на Сицилију, предавао је прво у гимназији у парку „Академија“ (у то време Сицилија је била Грчка покрајина). Касније Платон купује један комад земље поред Академије, где је саградио скроман стан за становање и неколико просторија за предавање и тако оснива своју сопствену школу, која касније постаје врло позната под именом Платонова Академија.
Пре него што је Академија била школа, и чак пре него што је Кимон оградио своје подручје зидом, у њој се налазио свети гај маслина посвећен Атини, богињи мудрости, изван градских зидина древне Атине. Архаично име за ово место је било Hekademia, које је у класично доба еволуирало у Академију и објашњено је, барем почетком 6. века пре нове ере, повезивањем са атинским херојем, легендарним „Академом“. Место Академије било је свето за Атину и друге бесмртнике.
Платонови непосредни наследници као „учењака“ Академије били су Спеусип (347–339. п. н. е.), Ксенократ (339–314. п. н. е.), Полемон (314–269. п. н. е.), Крат (око 269–266. п. н. е.) и Аркесилај (око 266. п. н. е.. –240. п. н. е.). Каснији научници су Лакид из Кирене, Карнеад, Клитомах и Филон из Ларисе („последњи неоспорни поглавар Академије“). Остали значајни чланови Академије су Аристотел, Хераклид Понтијски, Еудокс из Книда, Филип из Опуса, Крантор и Антиох из Аскалона.

### Неоплатонизам
Након пропасти током ране римске окупације, Академија је поново основана као нова институција неких изузетних платониста касне антике који су себе називали „наследницима“ (дијадохоји, али Платонови) и представљали себе као непрекинуту традицију која сеже до Платона. Међутим, заправо није могао постојати никакав географски, институционални, економски или лични континуитет са првобитном Академијом у новом организационом ентитету.
Последњи „грчки“ филозофи обновљене Академије у 6. веку били су извучени из разних делова хеленистичког културног света и сугеришу широк синкретизам заједничке културе (види коин): Пет од седам филозофа Академије које Агатија помиње били су Сиријци по свом културном пореклу: Хермија и Диоген (обојица из Феникије), Исидор из Газе, Дамаскис из Сирије, Јамблих из Коеле у Сирији и можда чак и Симплиције из Киликије.
За време хришћанске ере, на грчке филозофе се гледало као на пагане и противнике хришћанства. Византијски цар Јустинијан је затворио Платонову Академију 529. године, што се често узима као крај антике. Преостали чланови Академије су потражили уточиште у Сасанидском царству код краља Хозроја I, преносећи драгоцене списе у његову престоницу Ктесифон. Академија у егзилу, као важна неоплатонистичка школа, је наставила да постоји најмање до 10. века, доприносећи очувању грчке науке и филозофије у оквиру ислама.
Спекулисало се да Академија није потпуно нестала. Након изгнанства, Симплиције (а можда и неки други), можда је отпутовао у Харан, близу Едесе. Одатле су студенти академије у егзилу могли преживети 9. век, довољно дуго да олакшају арапско оживљавање неоплатонистичке коментаторске традиције у Багдаду.